# Artes marciais coreanas
Artes marciais coreanas (coreano: Musul (무술 hanja: 武術) ou Muye (무예 hanja:武藝)) são as diversas artes marciais originadas, adaptadas ou modificadas na Coreia. As mais conhecidas atualmente a nível internacional são o Taekwondo e o Hapkido.